# Arcidiocesi di Tarso

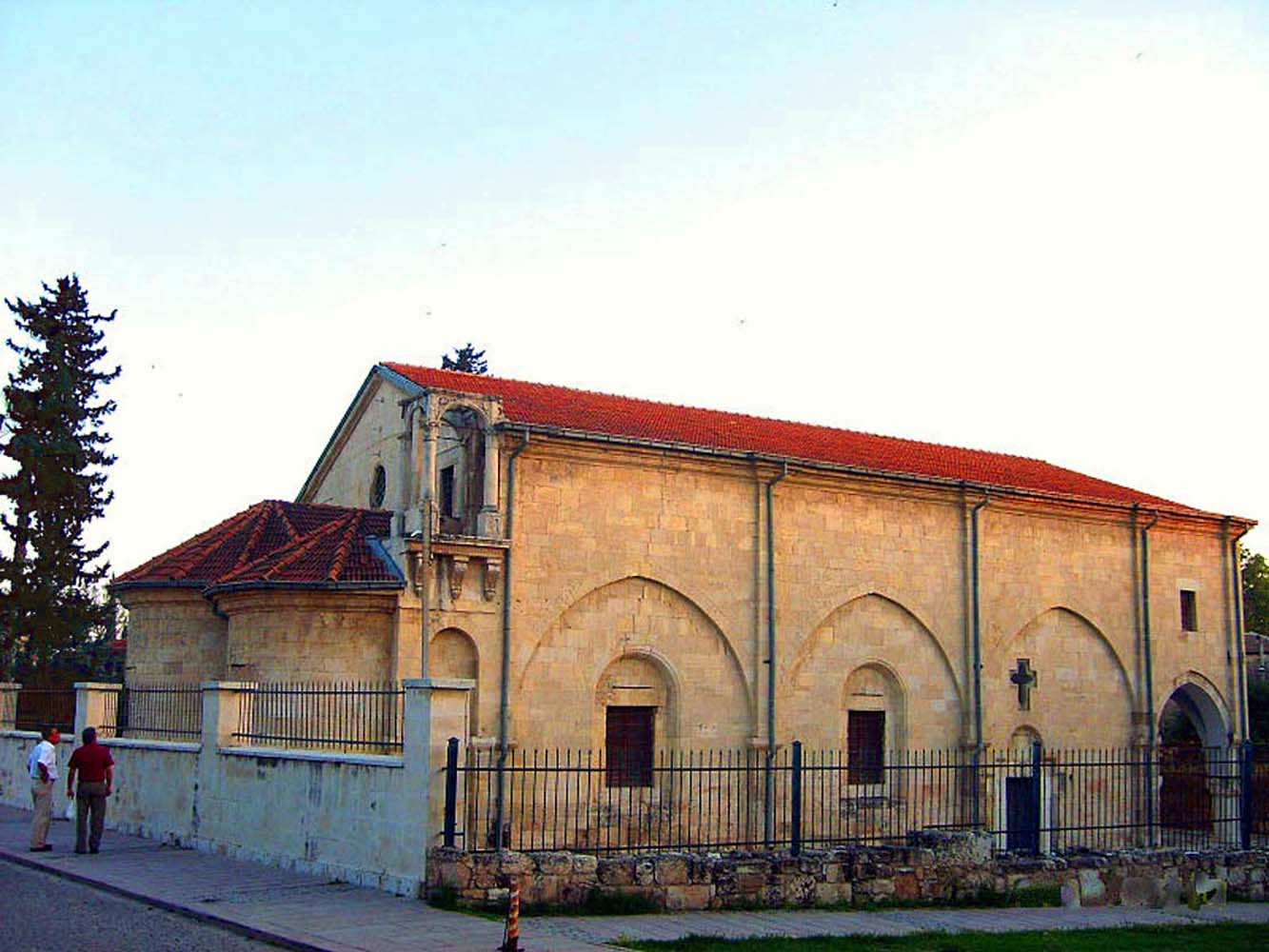
La chiesa di San Paolo a Tarso.

L'arcidiocesi di Tarso (in latino Archidioecesis Tarsensis) è una sede soppressa del patriarcato di Antiochia e una sede titolare della Chiesa cattolica.

## Storia
Tarso fu una sede metropolitana e capoluogo della provincia romana della Cilicia Prima nella diocesi civile di Oriente e nel patriarcato di Antiochia.
La diffusione del Cristianesimo a Tarso si deve senza dubbio a san Paolo che, dopo la conversione avvenuta intorno all'anno 30, trascorse qualche tempo nella città in cui era nato. Il martirologio romano ricorda diversi santi e martiri di Tarso: tra questi santa Pelagia, i santi Quirico e Giulitta, il vescovo Atanasio, Castore e Doroteo.
Secondo la tradizione, l'erezione della diocesi risale ai primi anni di diffusione della religione cristiana, con i vescovi Giasone ed Erodione, discepoli di san Paolo, menzionati nella lettera ai Romani (16,11-21). Tuttavia notizie certe si hanno a partire da alcuni scritti risalenti alla seconda metà del III secolo, in cui il vescovo della Cilicia Eleno viene indicato come amministratore di alcune diocesi suffraganee, a conferma del fatto che la sede di Tarso (capitale della Cilicia) doveva essere una sede vescovile metropolitana.
Il nome di un altro vescovo di Tarso, Teodoro, compare negli atti del Concilio di Nicea del 325. Una personalità importante per la diocesi fu il vescovo Diodoro, che pose fine ad una controversia avuta tra il predecessore Silvano e gli ariani dopo essere stato esiliato dall'imperatore Aurelio Valerio Valente.
Nella Notitia antiochena, attribuita al patriarca Anastasio I nella seconda metà del VI secolo, Tarso occupa il 2º posto fra le metropolie del patriarcato di Antiochia, con 6 o 7 diocesi suffraganee: Adana, Sebaste, Pompeopoli, Mallo, Augusta, Corico e Zefirio. Successivamente alla stesura della Notitia, le diocesi di Adana e di Pompeopoli furono elevate al rango di sedi arcivescovili autocefale. In origine appartenevano alla provincia ecclesiastica di Tarso anche la sede di Anazarbo con le sue suffraganee, che divenne provincia ecclesiastica distinta (Cilicia Seconda) a metà del VI secolo.
Verso la fine del VII secolo si interrompe la cronotassi dei vescovi bizantini, a causa della dominazione araba, che durerà fino al X secolo. In seguito all'arrivo degli arabi, molti cristiani si rifugiarono in Occidente. Fra questi occorre segnalare il monaco Teodoro, che verrà eletto arcivescovo di Canterbury nel 668. Dal 965 la città fu riconquistata dai bizantini, che la mantennero per alcuni secoli.
Tuttavia la dominazione araba non mise fine alla comunità cristiana. Infatti la città fu sede di una comunità della Chiesa ortodossa siriaca, attestata dal VII al XIII secolo nella Cronaca di Michele il Siro. Primo metropolita siro conosciuto fu Yohannan bar ʿEbrayta, consacrato dal patriarca Severo II bar Mashqe nel 668; seguirono altri sedici metropoliti noti, l'ultimo dei quali fu Yohannan, consacrato dal patriarca Michele il Siro (1166-1199).
Durante il periodo delle Crociate, a partire dall'XI secolo venne eretta una sede episcopale di rito latino, con la costruzione della chiesa di San Paolo, che probabilmente ne fu la cattedrale. Sui resti di questa chiesa fu costruita in seguito la Ulu Camii, ossia la Grande Moschea.
Verso il 1132 la città fu occupata dagli armeni, che vi eressero una loro diocesi. Tra i primi vescovi si ricorda la figura di Narsète Lampronese.
La diocesi di rito latino fu invece definitivamente smantellata dopo il sacco da parte degli arabi nel XIII secolo e la presa da parte dei mamelucchi (1359).
Dal XIII secolo Tarso è annoverata tra le sedi arcivescovili titolari della Chiesa cattolica; la sede è vacante dal 5 marzo 1973.

## Cronotassi

### Arcivescovi greci
- San Giasone †
- Sant'Urbano †
- Sant'Atanasio †
- Eleno † (prima del 252 - dopo il 269)
- Clino †
- Lupo † (prima del 314 - 325 deceduto)
- Teodoro I † (325 - ?)
  - Antonio † (vescovo ariano)
- Silvano † (prima del 359 - dopo il 368)
- Acacio † (menzionato nel 360 circa)[5]
- Diodoro † (379 - dopo il 381)
- Falerio † (menzionato nel 394)[6]
- Dositeo † (circa 415 - ?)
- Mariano †
- Elladio † (prima del 431 - 435 esiliato)
- Teodoro II † (prima del 449 - dopo il 451)
- Pelagio † (menzionato nel 458)
- Nestore † (? - 489 esiliato)
- Dionigi † (menzionato nel 512)[7]
- Sinclezio † (menzionato nel 530 circa)
- Pietro † (menzionato nel 553)
- Conone † (seconda metà del VI secolo)
- Eustazio † (VII secolo)[8]
- Teodoro III † (menzionato nel 680)
- Anonimo † (menzionato nel 955)
- Cosma † (X/XI secolo)[9]
- Teofilo † (seconda metà dell'XI secolo)[10]

### Arcivescovi latini
- Rogerio † (menzionato nel 1100)
- Stefano † (menzionato nel 1136)
- Alberto † (menzionato nel 1186)
- Pietro † (menzionato nel 1210)
- Paolo † (menzionato nel 1215)
- Anonimo † (27 luglio 1226 - ?)

### Arcivescovi titolari
- Guglielmo † (? deceduto)
- Niccolò † (5 giugno 1299 - ?)
- Servus Dei † (? deceduto)
- Giovanni, O.S.Io.Hieros. † (28 aprile 1303 - ? deceduto)
- Daniele di Terdona, O.F.M. † (22 giugno 1311 - ?)
- Omodeo † (menzionato il 15 giugno 1328)
- Antonio di Biblo † (3 settembre 1344 - ? deceduto)
- Bartolomeo di Tarso, O.F.M. † (28 febbraio 1358 - ? deceduto)
- Ponzio † (20 maggio 1358 - ? deceduto)
- Giovanni Ponherii, O.F.M. † (26 ottobre 1366 - ? deceduto)
- Giuliano Ettore de Pisis, O.F.M. † (17 maggio 1396 - dopo il 1403)
- Jean Petit † (23 febbraio 1407 - ?)
- Diego de Anaya Maldonado † (7 gennaio 1433 - 25 febbraio 1435 nominato arcivescovo di Siviglia)
- Henry d'Avangour † (2 settembre 1446 - ?)
- Dionisio † (? deceduto)
- Galesio † (10 febbraio 1447 - ?)
- Tommaso de Sur, O.F.M. † (17 giugno 1449 - 16 febbraio 1460 nominato vescovo di Tarantasia)
- Obertino di Montecalerio, O.F.M. † (6 febbraio 1460 - ?)
- Juan de Dios, O.Carm. † (20 giugno 1484 - ?)
- Suero di Oca † (4 febbraio 1495 - 1513 deceduto)[11]
  - Pietro † (? deceduto)
  - Jean Albriga † (21 dicembre 1497 - ?)
- Santiago Álvarez, O.S.A. † (4 agosto 1514 - 1536 deceduto)[12]
- Miguel Manriquez, O.S.A. † (4 agosto 1536 - ?)
- Guglielmo, O.P. † (9 settembre 1539 - ?)
- Francesco Monaldi † (11 maggio 1552 - ?)
- Jean Faber, O.P. † (9 marzo 1594 - ? deceduto)
- François Boyvin de Péricard † (12 dicembre 1611 - 26 febbraio 1613 succeduto vescovo di Évreux)
- Henri Boyvin de Péricard † (3 agosto 1616 - 12 febbraio 1636 deceduto)
- Ottavio Corsini † (17 marzo 1621 - 30 luglio 1641 deceduto)
- Carlo Rossetti † (16 settembre 1641 - 13 luglio 1643 nominato arcivescovo, titolo personale, di Faenza)
- Giulio Rospigliosi † (14 marzo 1644 - 9 aprile 1657 creato cardinale, poi eletto papa con il nome di Clemente IX)
- Carlo Roberti † (2 dicembre 1658 - 7 marzo 1667 creato cardinale)
- Francesco Maria Febei † (18 aprile 1667 - 29 novembre 1680 deceduto)
- Ferdinando Strozza † (10 aprile 1690 - ? deceduto)
- Michelangelo dei Conti † (13 giugno 1695 - 7 giugno 1706 creato cardinale, poi eletto papa con il nome di Innocenzo XIII)
- Giovanni Battista Bussi † (25 giugno 1706 - 19 febbraio 1710 nominato arcivescovo, titolo personale, di Ancona e Numana)
- Girolamo Archinto † (1º ottobre 1710 - 1º ottobre 1721 deceduto)
- Gaetano Cavalieri † (23 marzo 1722 - 10 ottobre 1738 deceduto)
- Ferdinando Maria de Rossi † (20 luglio 1739 - 1º febbraio 1751 nominato patriarca titolare di Costantinopoli)
- Gennaro Guglielmini † (5 luglio 1751 - 20 marzo 1760 deceduto)
- Guido Calcagnini † (4 febbraio 1765 - 20 maggio 1776 nominato arcivescovo, titolo personale, di Osimo e Cingoli)
- Carlo Camuzi † (15 luglio 1776 - 2 aprile 1781 nominato patriarca titolare di Antiochia)
- Isidoro Sánchez de Luna, O.S.B. † (18 luglio 1783 - 17 ottobre 1786 deceduto)
- Karl Theodor von Dalberg † (10 marzo 1788 - 17 gennaio 1800 succeduto vescovo di Costanza)
- Pietro Ostini † (9 aprile 1827 - 11 luglio 1836 nominato arcivescovo, titolo personale, di Jesi)
- Fabio Maria Asquini † (2 ottobre 1837 - 22 gennaio 1844 nominato patriarca titolare di Costantinopoli)
- Paolo Polidori † (23 gennaio 1844 - 25 luglio 1844 dimesso)[13]
- Antonio Benedetto Antonucci † (25 luglio 1844 - 5 settembre 1851 nominato arcivescovo, titolo personale, di Ancona e Numana)
- Antonio Saverio De Luca † (22 dicembre 1853 - 16 marzo 1863 nominato cardinale presbitero dei Santi Quattro Coronati)
- Arsenio Avak-Wartan Angiarakian † (21 luglio 1865 - 8 aprile 1874 deceduto)
- Domenico Sanguigni † (15 giugno 1874 - 19 settembre 1879 nominato cardinale presbitero di Santa Pudenziana)
- San Zygmunt Szczęsny Feliński † (15 marzo 1883 - 17 settembre 1895 deceduto)
- Nicola Averardi † (17 dicembre 1895 - 11 marzo 1924 deceduto)
- Alexis-Henri-Marie Lépicier, O.S.M. † (22 maggio 1924 - 19 dicembre 1927 nominato cardinale presbitero di Santa Susanna)
- Pietro Ciriaci † (15 febbraio 1928 - 12 gennaio 1953 nominato cardinale presbitero di Santa Prassede)
  - Giovanni Naslian † (1º luglio 1928 - 15 settembre 1957 deceduto) (arcivescovo titolare di Tarso degli Armeni)
- Luigi Raimondi † (24 dicembre 1953 - 5 marzo 1973 nominato cardinale diacono dei Santi Biagio e Carlo ai Catinari)